# Damnoen Saduak (huyện)
Damnoen Saduak (tiếng Thái: ดำเนินสะดวก, lit. Comfortable travel) là một huyện (amphoe) ở miền trung Thái Lan ở tỉnh Ratchaburi. Thị xã trung tẩm nổi tiếng với chợ nổi họp hàng ngày cho đến trưa trên một con kênh gần trụ sở huyện.

## Địa lý

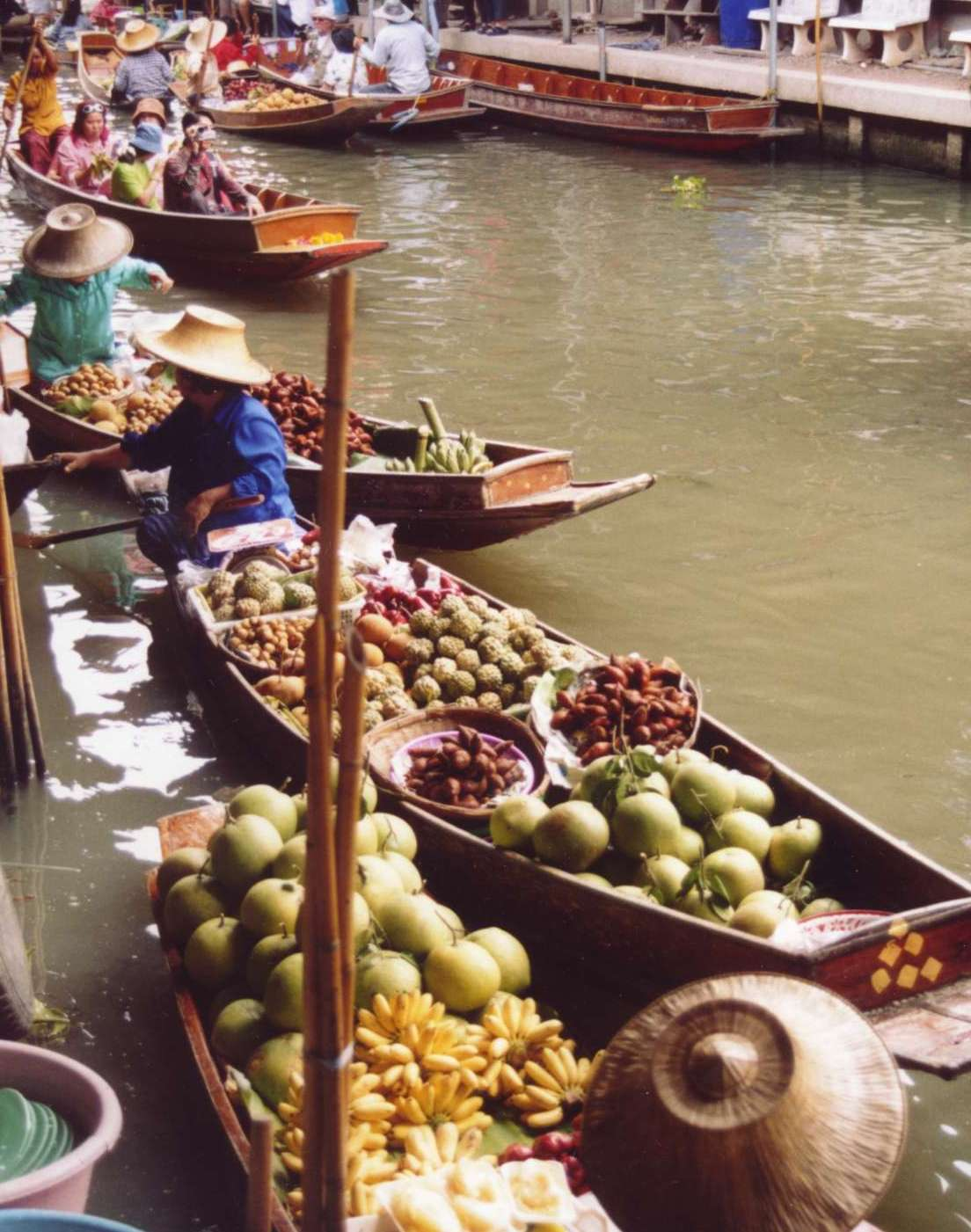
Chợ nổi Damnoen Saduak.

Các huyện giáp ranh (từ phía đông theo chiều kim đồng hồ) là: Ban Phaeo của Tỉnh Samut Sakhon, Mueang Samut Songkhram và Bang Khonthi của tỉnh Samut Songkhram, Mueang Ratchaburi, Photharam và Bang Phae của tỉnh Ratchaburi.
Huyện này có Khlong Damnoen Saduak, nối sông Tha Chin với Mae Klong.

## Hành chính
Huyện này được chia thành 13 phó huyện (tambon), các đơn vị này lại được chia ra thành 105 làng (muban). Có hai thị trấn (thesaban tambon), Damnoen Saduak and Si Don Phai. Các khu vực phi đô thị được quản lý bởi 11 Tổ chức hành chính tambon.
| 1. Damnoen Saduak 2. Prasat Sit 3. Si Surat 4. Ta Luang 5. Don Kruai 6. Don Khlang 7. Bua Ngam | 1. Ban Rai 2. Phaengphuai 3. Si Muen 4. Tha Nat 5. Khun Phithak 6. Don Phai |